# Пухівка Фішера
Пухівка Фішера (Somateria fischeri) — вид водних птахів родини качкових (Anatidae). Поширений на півночі Тихого океану. Названо на честь німецького зоолога Фішера фон Вальдхайма (1771—1853).

## Поширення
Цей вид гніздиться вздовж узбережжя північно-східного Сибіру на схід від річки Яни до мису Шмідта, а також уздовж узбережжя моря Бофорта на півночі Аляски. Вважається, що 90 % гніздової популяції населяє російський ареал, і лише по 5 % популяції проживає на півночі Аляски та дельті річки Юкон відповідно. Його місця зимівлі були виявлені лише нещодавно в морі на півдорозі між островами Святого Лаврентія та Святого Матвія в Беринговому морі.

## Опис
Пухівка Фішера трохи менша за пухівку зеленошию (Somateria mollissima), сягає 52–57 см завдовжки. Самець має чорне забарвлення тіла з білою спиною та жовто-зеленою головою з великими білими круглими плямами навколо очей. Самиця темно-коричневого кольору.

## Спосіб життя
Гніздо будує в тундрі, біля моря. відкладає 5-9 яєць. Цей вид пірнає в пошуках ракоподібних і молюсків. Зимує часто величезними зграями в арктичних морях, уздовж краю полярного льоду.